# انتخابات سراسری لوکزامبورگ (۲۰۱۸)
انتخابات سراسری لوکزامبورگ (انگلیسی: Luxembourg general election, 2018) در ۱۴ اکتبر ۲۰۱۸برگزار شد و تمامی ۶۰ کرسی مجلس قانونگذاری ملی  انتخاب شدند. اگزاویه بتل و اشنایدر ائتلافی بین حزب دموکراتیک، حزب کارگران سوسیالیست و حزب سبزها ایجاد کردند که اکثریت مجلس را به دست آوردند و حزب سوسیال مسیحی در اپوزیسیون قرار گرفت.